# John Stone (produttore)
John Stone, nato Saul Strumwasser (New York, 12 settembre 1888 – Los Angeles, 3 giugno 1961), è stato un produttore cinematografico e sceneggiatore statunitense che usò spesso firmare le sue sceneggiature anche con il nome di Jack Sturmwasser quando lavorava, nei primi anni venti del Novecento, per la Fox Film Corporation.

## Filmografia

### Sceneggiatore
- The One-Man Trail, regia di Bernard J. Durning (1921)
- Live Wires, regia di Edward Sedgwick (1921)
- Play Square, regia di William K. Howard (1921)
- To a Finish, regia di Bernard J. Durning (1921)
- What Love Will Do, regia di William K. Howard (1921)
- Bar Nothing, regia di Edward Sedgwick (1921)
- The Jolt, regia di George Marshall (1921)
- Winning with Wits, regia di Howard M. Mitchell (1922)
- I favori della signorinetta (Little Miss Smiles), regia di John Ford (1922)
- Pardon My Nerve!, regia di Reeves Eason (1922)
- Iron to Gold, regia di Bernard J. Durning (1922)
- Money to Burn, regia di Rowland V. Lee (1922)
- Roughshod, regia di Reeves Eason (1922)
- Oath-Bound, regia di Bernard J. Durning (1922)
- The Crusader, regia di Howard M. Mitchell (1922)
- The Yosemite Trail, regia di Bernard J. Durning (1922)